# Montigny-sur-Vesle
Montigny-sur-Vesle é uma comuna francesa na região administrativa do Grande Leste, no departamento de Marne. Estende-se por uma área de 9.46 km², e possui 511 habitantes, segundo o censo de 2018, com uma densidade de 54 hab/km².